# الإغراء الأخير للسيد المسيح (فلم)
الإغراء الأخير للسيد المسيح (بالإنجليزية: The Last Temptation of Christ) فيلم أمريكي، من إخراج مارتن سكورسيزي سنة 1988، (مدة العرض	163 دقيقة)، وهو مقتبس عن رواية نيكوس كازانتزاكيس التي صدرت عام 1953 والتي تحمل الاسم نفسه. الفيلم من بطولة ويليم دافو وهارفي كيتل وتم تصويره بالكامل في المغرب. الفيلم، كما الرواية، أثار جدلا في الثمانينات لأنه كان يصور العلاقة بين السيد المسيح وماريا المجدلية ،صور المسيح بطريقة أثارت استياء الكثيرين من المسيحيين منع عرضه في عدة بلاد أوربية وقدم مخرج الفيلم في المهرجان للمحاكمة في روما بسبب الفيلم.

## التمثيل
- ويليم دافو في دور السيد المسيح
- هارفي كيتل في دور يهوذا الإسخريوطي
- ستيف شيل في دور الروماني
- فيرنا بلوم في دور مريم العذراء
- باربارا في دور هيرشي مريم المجدلية
- روبرتس بلوسوم
- باري ميلر
- غاري باسارابا في دور أندراوس
- إرفين كيرشنر
- فيكتور آرغو في دور بطرس
- بول هيرمان في دور فيلبس
- جون لوري في دور يعقوب بن زبدي
- ليو برميستر في دور برثولماوس
- أندري غريغوري في دور يوحنا المعمدان
- ألان روسنبرغ في دور توما
- نهيميا بيرسوف في دور حاخام
- هاري دين ستانتون في دور بولس الطرسوسي
- بيتر بيرلينغ في دور بيغر
- ديفيد بوي في دور بيلاطس البنطي
- ليو ماركس في صوت الشيطان

## ردود فعل ضد الفيلم
في عام 1989 سادت موجة عنيفة من الانتقادات من قبل أهالي طلاب مدرسة ألباكركي الثانوية بعد أن قام أحد المدرسين بعرض الفيلم أمام الطلاب.
و في بعض الدول كتركيا واليونان والأرجنتين والمكسيك وتشيلي تم منع الفيلم لعدة سنوات، بينما استمر المنع في دول أخرى مثل سنغافورة والفلبين. في 22 أكتوبر 1988 قامت إحدى الجماعات المسيحية الفرنسية المتشددة بإلقاء المولوتوف داخل قاعة سينما سانت ميشيل في باريس أثناء عرض الفيلم، مما أدى إلى إصابة ثلاث عشر شخصاً.

## الموسيقى التصويرية
قام بأداء الموسيقى التصويرية الموسيقي بيتر غابرييل والذي فاز عنها بجائزة جولدن غلوب، كما تم إصدارها في إسطوانة بعنوان "Passion: Music for The Last Temptation of Christ".

## روابط خارجية
- مقالات تستعمل روابط فنية بلا صلة مع ويكي بيانات